# 高松市立下笠居中学校
高松市立下笠居中学校（たかまつしりつ しもかさいちゅうがっこう）は、香川県高松市生島町にある市立中学校。

## 概要
高松市の北西部、下笠居地区に位置する唯一の中学校である。

## 学校データ
- 生徒数：169人（2011年度[1]）

学校施設（2010年5月1日時点）
- 普通教室：10教室
- 特別教室：8教室
- 校舎面積：2906m2
- 体育館面積：915m2

服装規定
- 制服：あり（通年必用）
- 防寒着：原則禁止[2]

## 歴史
1947年（昭和22年）4月1日、学校教育法の施行に伴い下笠居村立下笠居中学校として開校。それから9年後の1956年（昭和31年）9月30日には下笠居村が高松市へ合併し、校名が高松市立下笠居中学校に改称された。

### 年表
- 1947年（昭和22年）4月1日 - 開校。
- 1951年（昭和26年）10月 - 現在地に移転。
- 1956年（昭和31年）9月30日 - 高松市立下笠居中学校と改称。
- 1983年（昭和58年）12月 - プール竣工。
- 2004年（平成16年）4月1日 - 高松市立小中学校全校で3学期制を廃して2学期制を導入。

### 全校生徒数の推移
下笠居中学校の生徒数は年々減少している。
- 1999年度：277人
- 2000年度：265人（-12人）
- 2001年度：249人（-16人）
- 2002年度：235人（-14人）
- 2003年度：203人（-32人）
- 2004年度：207人（+4人）
- 2005年度：215人（+8人）
- 2006年度：221人（+6人）
- 2007年度：209人（-12人）
- 2008年度：186人（-23人）
- 2009年度：170人（-16人）
- 2010年度：146人（-24人）
- 2011年度：169人（+23人）

## 教育目標
「志を立て　夢に向かって　挑戦する生徒の育成」　『挑戦』がモットー

## 通学区域
通学区域は高松市下笠居地区の全域並びに香西地区の一部。下笠居小学校の校区と同一である。
- 高松市
  - 中山町
  - 植松町
  - 生島町
  - 亀水町
  - 神在川窪町
  - 香西北町（661番地1、662番地～724番地）

## 進学前小学校
通常多くの中学校が複数の小学校区の集合体であるのに対し、当中学校の場合はそのまま小学校からの持ち上がりである。
- 高松市立下笠居小学校

## 著名な出身者
- 南原清隆 - お笑いタレント（ウッチャンナンチャン ）

## 校区内の主な施設
- 五色台
  - 四国八十八箇所霊場第八十二番札所根香寺
  - 五色台少年自然センター
  - 瀬戸内海歴史民俗資料館
- 香川県総合運動公園
  - 香川県営野球場 - 香川オリーブガイナーズ本拠地
  - サッカー・ラグビー場 - カマタマーレ讃岐本拠地
- 高松市亀水運動センター
- マンモスプレイパークTARUMI（亀水中央公園）
- 川島猛アートファクトリー
- 香川県道16号高松王越坂出線バイパス（さぬき浜街道）
- 香川県道161号高松坂出線（さぬき浜街道）

## 交通
- ことでんバス下笠居・香西線 下笠居支所前バス停より徒歩3分